# Tour de France 2025 (jeu vidéo)
Tour de France 2025 (abrégé en TDF 25) est un jeu vidéo de cyclisme développé par Cyanide et sorti en France le 6 juin 2025.

## Gameplay
Tour de France 2025 propose plusieurs modes de jeu :

### Un joueur
- Pro Team : le joueur incarne une équipe qu'il a lui même créée avec de vrais coureur du peloton. Depuis cet opus, il est possible d'incarner une équipe déjà existante[2].
- Pro Leader : le joueur incarne un cycliste qu'il a créé et personnalisé, pour progresser le « pro leader » doit atteindre des objectifs comme prendre une échappée ou passer en tête d'un secteur pavé
- My Tour : le joueur joue avec des règles personnalisées la course ou l'étape qu'il souhaite.
- Course du moment/Descente du moment : ces deux modes de jeux se jouent seuls mais il existe un classement multijoueur. L'objectif de la descente du moment est de réaliser une descente d'un col le plus rapidement possible. Le but de la course du moment est plutôt similaire, sur une course par étapes, le joueur doit réaliser un objectif bien défini, cela peut être le plus grand écart au général avec le 2e ou le plus grand nombre de points de la montagne.

### Multijoueur
- Criterium : Ce mode permet de jouer en multijoueur. Ce mode se joue durant une course où chaque joueur dirige une équipe de deux cyclistes équivalents en capacité.

### Nouveautés
Ce nouveau jeu présente plusieurs nouveautés : 
- Nouveau mécanisme de gels avec le turbogel et l'énergel
- Ajout de 8 équipes Pro Team supplémentaires(seulement avec l'édition deluxe)
- Refonte graphique du jeu sur Unreal Engine 5
- Ajout d'une nouvelle étape pour le mode Mytour(seulement avec l'édition deluxe).
- Possibilité de créer des parties multijoueurs privées.
- Ajout du circuit Grand est en tant que course pour remplacer la breizh cup.
- Ajout et refonte de nombreux nouveaux maillots de championnat nationaux et continentaux.
- Le parcours du Tour de France 2025.
- Ajout de lunettes pour les coureurs.